# Свойство Лузина
Свойство Лузина или свойство N — одно из слабых свойств регулярности для функций.
Применяется в вещественном анализе. 
Названо в честь Николая Николаевича Лузина.

## Формулировка
Функция {\displaystyle f\colon \mathbb {I} \to \mathbb {R} ,} заданная на вещественном интервале {\displaystyle \mathbb {I} \subset \mathbb {R} ,} обладает свойством Лузина, если для произвольного подмножества нулевой меры Лебега его образ также имеет нулевую меру Лебега.
Иначе говоря, для любого подможества {\displaystyle N\subset \mathbb {I} } выполняется
{\displaystyle \lambda (N)=0\quad \Rightarrow \quad \lambda (f(N))=0,}
где {\displaystyle \lambda } обозначает меру Лебега.

## Примеры
- Каждая абсолютно непрерывная функция обладает свойством Лузина.
- Канторова лестница не обладает свойством Лузина: мера Лебега Канторова множества равна нулю, однако его образ является всем интервалом [0,1].

## Свойства
- Если функция f на отрезке [a,b] является непрерывной, имеет ограниченную вариацию и обладает свойством Лузина, то она является абсолютно непрерывной.